# Kreishauptmannschaft Dresden
| Basisdaten              | Basisdaten                    |
| ----------------------- | ----------------------------- |
| Verwaltungssitz         | Dresden                       |
| Fläche                  | 4.336,86 km² (1910)           |
| Einwohner               | 1.350.287 (1910)              |
| Bevölkerungsdichte      | 311 Einw./km² (1910)          |
| Gemeindeanzahl          | 930 (1910)                    |
| Kfz-Kennzeichen         | II                            |
| Gründung                | 21. April 1873                |
| Hervorgegangen aus:     | Kreisdirektion Dresden        |
| Auflösung               | 1943                          |
| Aufgegangen in:         | später: Bezirk Dresden        |
| Kreishauptmann          | Wilhelm Schepmann (1936–1943) |
| Königreich Sachsen 1895 |                               |
|                         |                               |

Die Kreishauptmannschaft Dresden war eine staatliche Oberbehörde im Königreich bzw. im Freistaat Sachsen. Die sächsischen Kreishauptmannschaften waren hinsichtlich ihrer Funktion und Größe vergleichbar mit einem Regierungsbezirk.

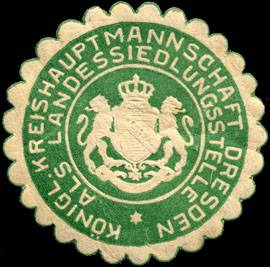
Siegelmarke Königliche Kreishauptmannschaft Dresden als Landessiedlungsstelle

## Geschichte

### Entstehung als Kreisdirektion
Der Bezirk der Kreisdirektion Dresden setzte sich 1835 aus fünf Amtshauptmannschaften zusammen:
- Amtshauptmannschaft I, mit den Ämtern:
  - Amt Dresden (links der Elbe, einschließlich der Stadt Dresden, rechts der Elbe)
  - Amt Pirna (links der Elbe)
  - Amt Grillenburg mit Tharandt und
  - Amt Dippoldiswalde

- Amtshauptmannschaft II, mit dem Kreisamt Meißen (links der Elbe)

- Amtshauptmannschaft III, mit den Ämtern:
  - Amt Dresden (rechts der Elbe)
  - Amt Pirna (rechts der Elbe)
  - Amt Radeberg
  - Amt Hohnstein mit Lohmen

- Amtshauptmannschaft IV, mit den Ämtern:
  - Kreisamt Meißen (rechts der Elbe)
  - Amt Hayn (Großenhain)
  - Amt Moritzburg
  - Amt Laußnitz

- Amtshauptmannschaft V, mit den Ämtern:
  - Kreisamt Freiberg
  - Amt Frauenstein
  - Amt Altenberg

Vom 1. Oktober 1838 an gliederte sich die Kreisdirektion Dresden in vier Amtshauptmannschaften mit den Ämtern Altenberg, Dippoldiswalde, Dresden, Frauenstein, Freiberg, Grillenburg mit Tharandt, Hain, Hohnstein mit Lohmen, Meißen, Moritzburg, Pirna und Radeberg mit Laußnitz. Zugleich erstreckten sich Kompetenzen einzelner Amtshauptmannschaften auch auf Gerichtsbezirke, Ortschaften, Teile von Ortschaften und einzelne Häuser angrenzender Amtshauptmannschaften. Ab 1856 war die Kreisdirektion Dresden in vier amtshauptmannschaftliche Bezirke gegliedert.

### Verwaltungsreform 1873/74
1874 wurden die Kreisdirektionen, (alten) Amtshauptmannschaften und Gerichtsämter (Teil innere Verwaltung) aufgelöst. An Stelle der Kreisdirektion Dresden trat die Kreishauptmannschaft Dresden. 
Ihr nachgeordnet waren die neu gebildeten Amtshauptmannschaften (ab 1939 Kreise):
- Amtshauptmannschaft Dippoldiswalde,
- Amtshauptmannschaft Dresden (zeitweise Dresden-Altstadt und Dresden-Neustadt),
- Amtshauptmannschaft Freiberg,
- Amtshauptmannschaft Großenhain,
- Amtshauptmannschaft Meißen
- Amtshauptmannschaft Pirna.

Der erste amtshauptmannschaftliche Bezirk Dresden umfasste die Gerichtsamtsbezirke Dippoldiswalde, Döhlen, Dresden, Moritzburg, Radeburg, Schönfeld und Wilsdruff. Der zweite amtshauptmannschaftliche Bezirk in Meißen setzte sich aus den Gerichtsämtern Großenhain, Lommatzsch, Meißen, Nossen und Riesa zusammen. Die Gerichtsämter Gottleuba, Hohnstein, Königstein, Lauenstein, Neustadt, Pirna, Schandau, Sebnitz und Stolpen bildeten den dritten amtshauptmannschaftlichen Bezirk Pirna. Der vierte amtshauptmannschaftliche Bezirk Freiberg setzte sich aus den Gerichtsamtsbezirken Altenberg, Brand, Frauenstein, Freiberg, Sayda und Tharandt zusammen.
Es bestanden die kreisfreien Städte Dresden, Freiberg (ab 1915), Freital (ab 1924), Meißen (ab 1915), Pirna (ab 1924), Radebeul (ab 1935) und Riesa (ab 1924).

### Verwaltungsreform 1932
Am 1. Juli 1932 wurden die Kreishauptmannschaft Dresden und die Kreishauptmannschaft Bautzen zu einer Kreishauptmannschaft vereinigt. Dadurch vergrößerte sich die Kreishauptmannschaft Dresden-Bautzen um die Amtshauptmannschaften Bautzen, Kamenz, Löbau, Zittau und die kreisfreien Städte Bautzen und Zittau.

### Regierungsbezirk
1939 wurden die reichseinheitliche Bezeichnung Regierungsbezirk eingeführt und die Kreishauptmannschaft in Regierungsbezirk Dresden-Bautzen umbenannt. Zum 1. Juli 1943 stellte der Regierungsbezirk seine Tätigkeit auf Kriegsdauer ein, bestand jedoch formell weiter.

### Nachfolger
1952 wurde der Bezirk Dresden als ähnliche Territorialeinheit erneut etabliert (plus das Gebiet der Stadt Görlitz und der neuen Kreise Niesky und Görlitz als Teil der zuvor zur preußischen Provinz Schlesien bzw. Niederschlesien gehörenden preußischen Oberlausitz; ohne Freiberg), die 1990 in den Regierungsbezirk Dresden (plus der Kreise Weißwasser und Hoyerswerda) überführt wurde.

## Gliederung
Am 1. Dezember 1910 bestand die Kreishauptmannschaft aus folgenden Verwaltungseinheiten:
| Verwaltungseinheit                                                                               | Kommunen | Fläche (in km²) | Einwohner   | zur Gemeindeauflistung                                               |
| ------------------------------------------------------------------------------------------------ | -------- | --------------- | ----------- | -------------------------------------------------------------------- |
| Stadt Dresden*                                                                                   | 001      | 067,50          | 548.308     | keine                                                                |
| Amtshauptmannschaft Dippoldiswalde                                                               | 094      | 652,12          | 058.310     | siehe: Gemeindeverzeichnis Amtshauptmannschaft Dippoldiswalde 1910   |
| Amtshauptmannschaft Dresden-Altstadt                                                             | 088      | 235,30          | 114.834     | siehe: Gemeindeverzeichnis Amtshauptmannschaft Dresden-Altstadt 1910 |
| Amtshauptmannschaft Dresden-Neustadt                                                             | 067      | 343,02          | 123.784     | siehe: Gemeindeverzeichnis Amtshauptmannschaft Dresden-Neustadt 1910 |
| Amtshauptmannschaft Freiberg                                                                     | 080      | 653,98          | 117.493     | siehe: Gemeindeverzeichnis Amtshauptmannschaft Freiberg 1910         |
| Amtshauptmannschaft Großenhain                                                                   | 158      | 795,71          | 090.904     | siehe: Gemeindeverzeichnis Amtshauptmannschaft Großenhain 1910       |
| Amtshauptmannschaft Meißen                                                                       | 272      | 683,17          | 131.175     | siehe: Gemeindeverzeichnis Amtshauptmannschaft Meißen 1910           |
| Amtshauptmannschaft Pirna                                                                        | 170      | 906,06          | 165.479     | siehe: Gemeindeverzeichnis Amtshauptmannschaft Pirna 1910            |
| KREISHAUPTMANNSCHAFT                                                                             | 930      | 4.336,860.      | 1.350.2870. |                                                                      |
| (*) inklusive des selbständigen Gutsbezirks Dresden-Albertstadt (1. Dez. 1900: 11.064 Einwohner) |          |                 |             |                                                                      |

| Platz                 | Kommune               | Amtshauptmannschaft   | Einwohner | Platz | selbständiger Gutsbezirk            | Amtshauptmannschaft | Einwohner |
| --------------------- | --------------------- | --------------------- | --------- | ----- | ----------------------------------- | ------------------- | --------- |
| 0—                    | Dresden               | 0–                    | 548.308   | 1     | Festung Königstein                  | Pirna               | 718       |
| 01                    | Freiberg              | Freiberg              | 036.237   | 2     | Landesanstalt Bräunsdorf            | Freiberg            | 416       |
| 02                    | Meißen                | Meißen                | 033.884   | 3     | Landeskorrektionsanstalt Hohenstein | Pirna               | 305       |
| 03                    | Pirna                 | Pirna                 | 019.525   | 4     | Truppenübungsplatz Zeithain         | Großenhain          | 217       |
| 04                    | Riesa                 | Großenhain            | 015.287   | 5     | Rittergut Kleinstruppen             | Pirna               | 201       |
| 05                    | Radeberg              | Dresden-Neustadt      | 013.413   | 6     | Kammergut Pillnitz                  | Dresden-Neustadt    | 172       |
| 06                    | Großenhain            | Großenhain            | 012.217   | 7     | Rittergut Schönfeld bei Großenhain  | Großenhain          | 139       |
| 07                    | Sebnitz               | Pirna                 | 011.406   | 8     | Rittergut Skassa                    | Großenhain          | 135       |
| 08                    | Radebeul              | Dresden-Neustadt      | 011.402   | 9     | Rittergut Gauernitz                 | Meißen              | 127       |
| 09                    | Deuben                | Dresden-Altstadt      | 011.009   | 9     | Vorwerk Jessen                      | Prina               | 127       |
| 10                    | Potschappel           | Dresden-Altstadt      | 008.992   |       |                                     |                     |           |
| 11                    | Blasewitz             | Dresden-Neustadt      | 007.659   |       |                                     |                     |           |
| 12                    | Mügeln                | Pirna                 | 007.072   |       |                                     |                     |           |
| 13                    | Loschwitz             | Dresden-Neustadt      | 006.793   |       |                                     |                     |           |
| 14                    | Kötzschenbroda        | Dresden-Neustadt      | 006.444   |       |                                     |                     |           |
| 15                    | Weinböhla             | Meißen                | 006.284   |       |                                     |                     |           |
| Summe (ohne Dresden): | Summe (ohne Dresden): | Summe (ohne Dresden): | 207.624   |       |                                     |                     |           |

## Kreishauptmann
Die Behörde wurde vom Kreishauptmann geleitet:
- 1874–1883: Georg Curt von Einsiedel (1823–1887)
- 1883–1890: Heinrich Max von Koppenfels (1831–1905)
- 1891–1893: Bernhard von Hausen (1835–1893)
- 1894–1906: Johann Theodor Schmiedel (1831–1906)
- 1906–1909: Anselm Rumpelt (1853–1916)
- 1909–1913: Rudolf von Oppen (1855–ca. 1928)
- 1913–1923: Friedrich Krug von Nidda und von Falkenstein (1860–1934)
- 1923–1933: Wilhelm Buck (1869–1945)
- 1933:–0000 Wolfgang Schettler (kommissarisch; 1880–?)
- 1933–1934: Konrad Heerklotz (1869–1945)
- 1934–1936: Friedrich Karl von Eberstein (1894–1979)
- 1936–1943: Wilhelm Schepmann (1894–1970)

## Belege
1. ↑  territorial.de, abgerufen am 23. Dezember 2023.
2. ↑  Willkommen bei Gemeindeverzeichnis.de. Abgerufen am 19. September 2023.